# Gabrio Piola
Gabrio Piola   (Milà, 15 de juliol de 1794 - Giussano, 9 de novembre de 1850) va ser un físic italià. El tensor tensió de Piola-Kirchhoff en pren el nom d'ell.